# Joyeuse (Ardèche)
Joyeuse – miejscowość i gmina we Francji, w regionie Owernia-Rodan-Alpy, w departamencie Ardèche.
Według danych na rok 1990 gminę zamieszkiwało 1411 osób, a gęstość zaludnienia wynosiła 108 osób/km² (wśród 2880 gmin regionu Rodan-Alpy Joyeuse plasuje się na 599. miejscu pod względem liczby ludności, natomiast pod względem powierzchni na miejscu 903.).

## Populacja

Populacja Joyeuse w latach 1962-2008

## Galeria

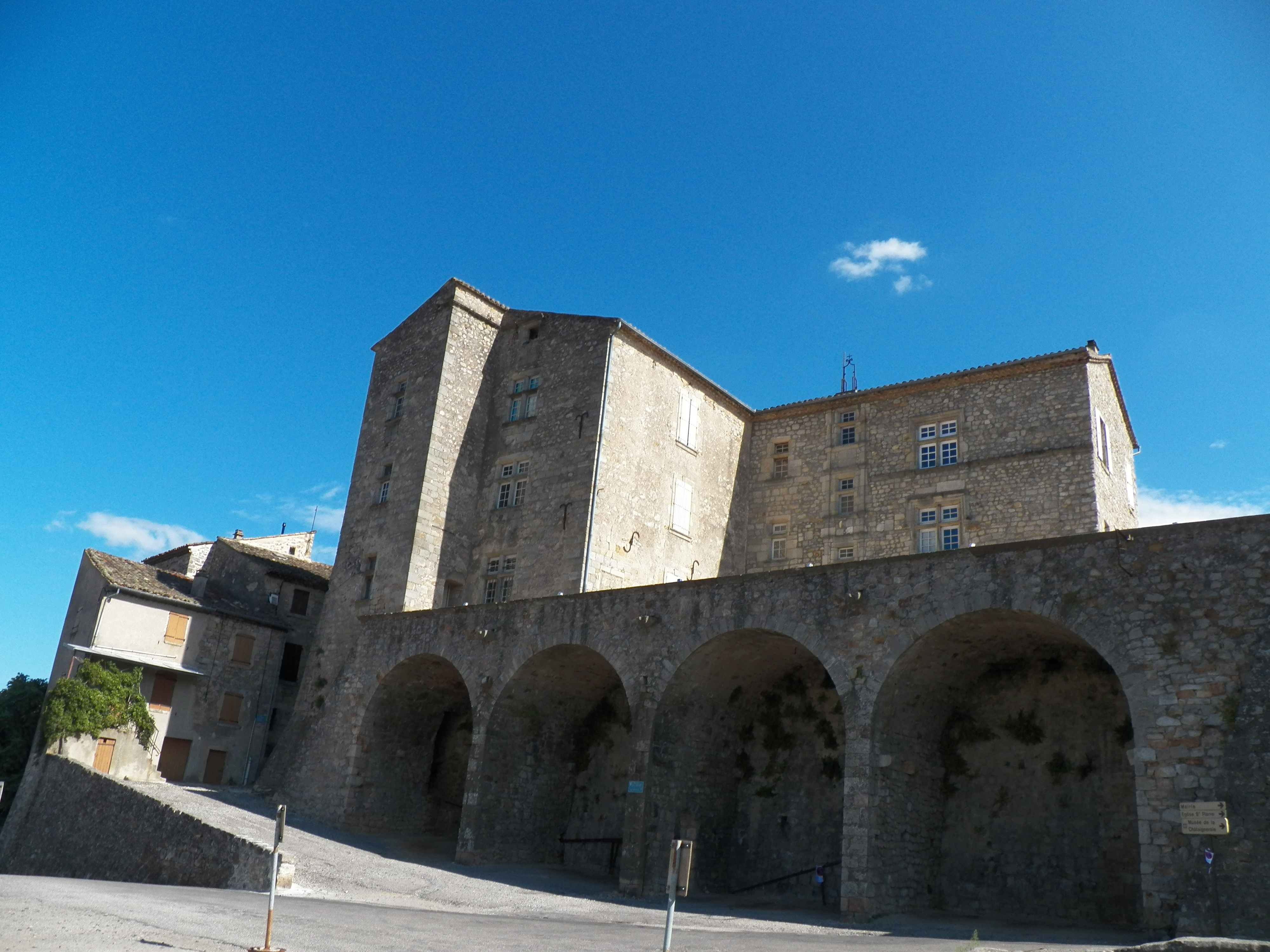
Zamek Joyeuse (2011)
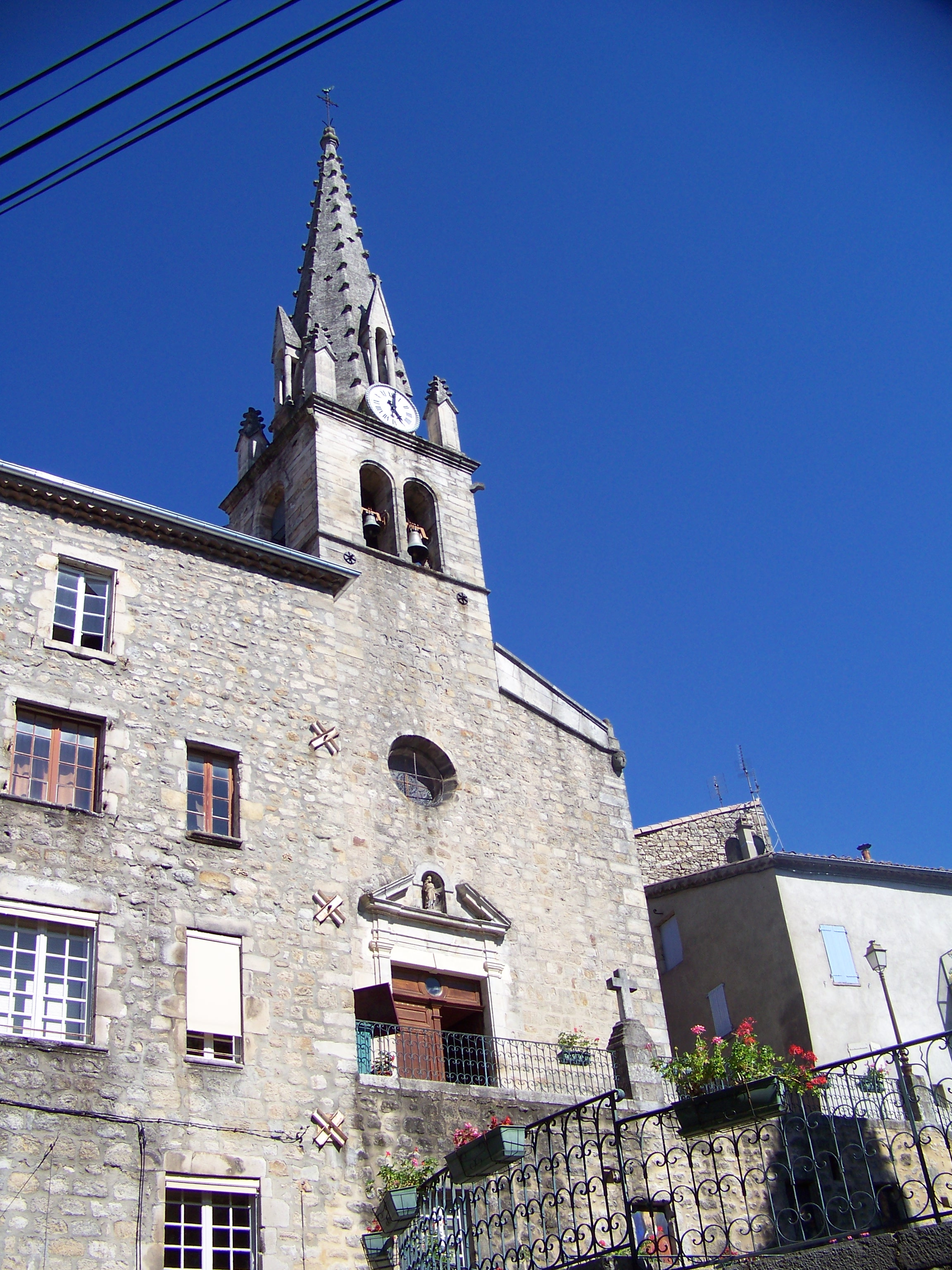
Kościół św. Piotra (2008)
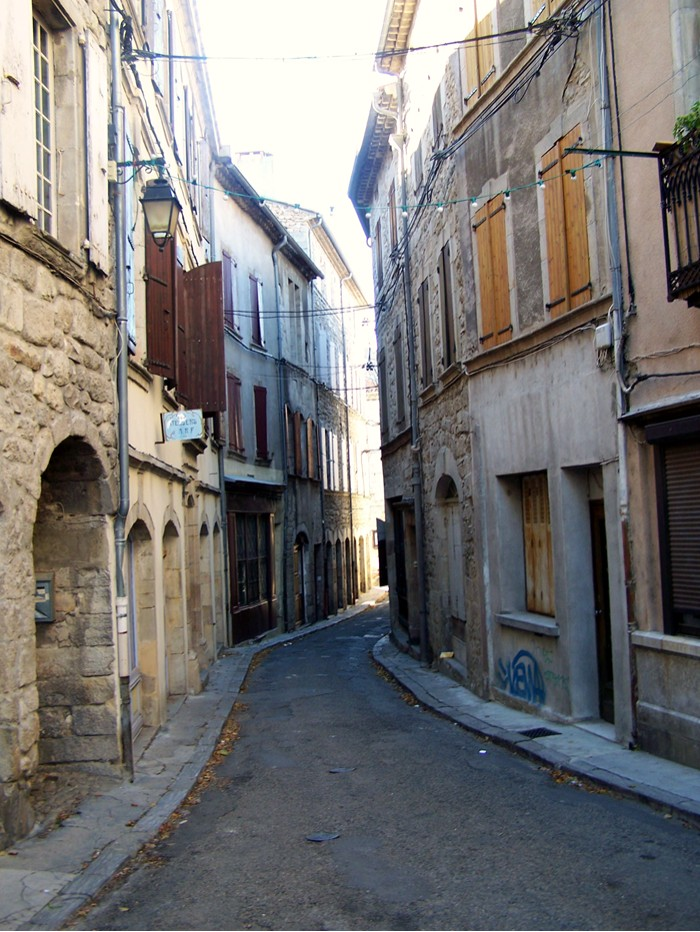
Starówka, Grand Rue (2006)